# Eugenio Turri
Eugenio Turri (Grezzana, 1927 – Verona, 27 marzo 2005) è stato un geografo, scrittore e viaggiatore italiano.
È noto per essere stato uno dei maggiori esperti del paesaggio italiano e per averne documentato i cambiamenti nel periodo del miracolo economico italiano degli anni sessanta.

## Biografia
Eugenio Turri è nato nel 1927 a Grezzana in provincia di Verona e trascorse la giovinezza a Villa Arvedi dove il padre lavorava come castaldo (amministratore economico). Fu proprio il padre a trasmettergli l'amore per la Valpantena e in generale per il paesaggio, che diventerà il tema principale della sua futura attività.
A Milano ha vissuto per tutta la vita lavorando come geografo per l'Istituto Geografico De Agostini e scrivendo numerosi libri e saggi sul paesaggio, tra cui Antropologia del paesaggio (1974, 1981, 2008), Semiologia del paesaggio italiano (1979, 1990), Il paesaggio come teatro (1998), La megalopoli padana (2000) e Il paesaggio e il silenzio (2004).
Ha viaggiato in tutto il mondo, approfondendo soprattutto le aree desertiche dell'Asia centrale, il Sahara e il Sahel. Ha dedicato una particolare attenzione ai temi del nomadismo, della desertificazione e alle problematiche tra Nord e Sud del mondo, ma anche alla storia del paesaggio italiano e alla pianificazione territoriale. Dei suoi viaggi è rimasta memoria in un cospicuo archivio fotografico. È stato docente di Geografia del Paesaggio al Politecnico di Milano e consulente alla Pianificazione paesistica della Regione Lombardia. Fu membro effettivo dell'Accademia di Agricoltura Scienze e Lettere di Verona.

## Opere
La presente è una selezione di opere e non rappresenta l'intero corpus dell'opera di Turri, consultabile nel libro L'occhio del geografo sulla montagna a cura della figlia Lucia Turri.
- Viaggio all'isola Maurizio, Istituto Geografico De Agostini, Novara 1962
- Viaggio a Samarcanda, Istituto Geografico De Agostini, Novara 1963
- Il diario del geologo, Rebellato, Padova 1967
- La Lessinia. La natura e l'uomo nel paesaggio, Edizioni di Vita Veronese, Verona 1969
- Il Monte Baldo, Corev, Verona 1971
- Antropologia del paesaggio, Edizioni di Comunità, Milano 1974; riedizione nel 1981, terza edizione per Marsilio 2008
- Villa Veneta. Conte sior paron castaldo fittavolo contadin. Agonia del mondo mezzadrile e messaggio neotecnico, Bertani, Verona 1977
- Nomadi. Gli uomini dei grandi spazi, Fabbri, Milano 1978
- Semiologia del paesaggio italiano, Longanesi, Milano 1979; riedizione nel 1990; terza edizione per Marsilio 2014.
- L'italia ieri e oggi, Istituto Geografico De Agostini, Novara 1981
- Dentro il paesaggio. Caprino e il Monte Baldo. Ricerche su un territorio comunale, Bertani, Verona 1982
- Gli uomini delle tende. I pastori nomadi tra ecologia e storia, tra deserto e bidonville, Edizioni di Comunità, Milano 1983
- La Via della Seta, Istituto Geografico De Agostini, Novara 1983
- Il Bangher. La montagna e l'utopia, Bertani, Verona 1988
- L'Italia vista dal cielo, A. Vallardi Editore, Milano 1988
- Weekend nel Mesozoico, Cierre Edizioni, Verona 1992
- Miracolo economico. Dalla villa veneta al capannone industriale, Cierre Edizioni, Verona 1995
- Il paesaggio come teatro, Marsilio, Venezia 1998; riedizioni nel 2003 e 2006
- Il Monte Baldo, Cierre Edizioni, Verona 1999
- La megalopoli padana, Marsilio, Venezia 2000; riedizione nel 2004
- La conoscenza del territorio. Metodologia per un'analisi storico-geografica, Marsilio, Venezia 2002
- Villa Veneta. Agonia di una civiltà, Cierre Edizioni, Verona 2002
- Gli uomini delle tende. Dalla Mongolia alla Mauritania, Bruno Mondadori, Milano 2003
- Il paesaggio degli uomini. La natura, la cultura, la storia, Zanichelli, Bologna 2003
- Il paesaggio e il silenzio, Marsilio, Venezia 2004
- Il viaggio di Abdu. Dall'Oriente all'Occidente, Edizioni Diabasis, Reggio Emilia 2004
- Viaggio a Samarcanda, Edizioni Diabasis, Reggio Emilia 2004
- Taklimakan. Il deserto da cui non si torna indietro, Tararà, Ginevra 2005